# Beine
Beine es una localidad y comuna francesa situada en la región de Borgoña, departamento de Yonne, en el distrito de Auxerre y cantón de Chablis.

## Demografía
| 633 | 620 | 621 | 633 | 725 | 725 | 697 | 669 | 655 | 683 | 650 | 652 | 635 | 651 | 695 | 693 | 641 | 613 | 592 | 544 | 435 | 420 | 365 | 344 | 337 | 360 | 350 | 338 | 331 | 374 | 403 | 454 | 471 |
| Para los censos de 1962 a 1999 la población legal corresponde a la población sin duplicidades (Fuente: INSEE [Consultar]) |     |     |     |     |     |     |     |     |     |     |     |     |     |     |     |     |     |     |     |     |     |     |     |     |     |     |     |     |     |     |     |     |